# Love and a Whirlwind
Love and a Whirlwind es una película muda británica de 1923, dirigida por Duncan McRae y Harold Shaw, y protagonizada por Clive Brook.

## Otros créditos
- Color: Blanco y negro
- Sonido: Muda
- Directores: Duncan McRae y Harold Shaw

- Datos: Q5981650